# Krasava Point
Der Krasava Point (englisch; bulgarisch нос Красава nos Krassawa) ist eine Landspitze im Nordosten der Magnier-Halbinsel an der Graham-Küste des Grahamlands auf der Antarktischen Halbinsel. Sie markiert 3,8 km südöstlich des Vartop Point und 7 km südlich des Eijkman Point die südöstliche Begrenzung der Einfahrt zur Finaeus Cove.
Britische Wissenschaftler kartierten sie 1971. Die bulgarische Kommission für Antarktische Geographische Namen benannte sie 2013 nach der Ortschaft Krassawa im Westen Bulgariens.